# Station Mitejima
Station Mitejima (御幣島駅,  Mitejima-eki) is een treinstation in de wijk Nishi-Yodogawa-ku in de Japanse stad Osaka. Het wordt aangedaan door de JR Tozai-lijn. Het station heeft twee sporen, gelegen aan een enkel eilandperron. 

## Treindienst

### JR West
| 1 | ■ JR Tōzai-lijn | richting Amagasaki                |
| 2 | ■ JR Tōzai-lijn | richting Kita-Shinchi en Kyōbashi |

## Geschiedenis
Het station werd in 1997 geopend.

## Overig openbaar vervoer
Bussen 18, 25, 64, 76 en 97

## Stationsomgeving
- Station Tsukamoto voor de JR Kobe-lijn en de JR Kioto-lijn
- Station Chibune voor de Hanshin-lijn
- Stadsdeelkantoor van Nishi-Yodogawa-ku
- Bibliotheek van Nishi-Yodogawa-ku
- Nishi-Yodo-ziekenhuis
- Autoweg 2
- FamilyMart
- Lawson

(Gakkentoshi-lijn<<) · Kyobashi ·  Osakajō-kitazume · Osaka-Temmangu · Kita-Shinchi · Shin-Fukushima · Ebie · Mitejima · Kashima · Amagasaki · (>>JR Kobe-lijn- Fukuchiyama-lijn)